# Shannon Bahrkeová
Shannon Bahrke (* 7. listopadu 1980, Reno, Nevada, USA) je bývalá americká akrobatická lyžařka v disciplíně jízda na boulích (moguls). Je rovněž podnikatelkou - se svým přítelem založili společnost Silver Bean Coffee.

## Největší úspěchy
Shannon Bahrke je dvojnásobná olympijská medailistka - v Salt Lake City 2002 získala stříbro, ve Vancouveru 2010 bronz. Stejnou bilanci má i z mistrovství světa. Je sedminásobná vítězka závodů Světového poháru.